# Torres de San Marino
Las Torres de San Marino (en italiano:  Torri di San Marino) son un grupo de torres situadas en el pequeño país europeo de San Marino. Situadas en los tres picos del Monte Titano de la capital, también llamado San Marino, son representados tanto la bandera nacional como en el escudo de armas. San Marino también tiene una torta conocida como La Torta Di Tre Monti (torta de las Tres Montañas / Torres), como un símbolo de la zona, es un pastel de capas de oblea cubierta de chocolate.

## Primera torre
La Guaita o La Rocca es la más antigua de las tres torres, y la más famosa. Fue construida en el siglo XI y sirvió brevemente como prisión.

## Segunda torre
La Cesta está situado en la más alta de las cumbres del Monte Titano. Un museo en honor a San Marino, creado en 1956, está situado en esta torre. Fue construido en el siglo XIII.

## Tercera torre
La Montale se encuentra en la más pequeña de las cumbres del Monte Titano. A diferencia de las otras torres, ésta no está abierto al público. Fue construida en el siglo XIV.